# Emília Angélica Monteiro de Sampaio

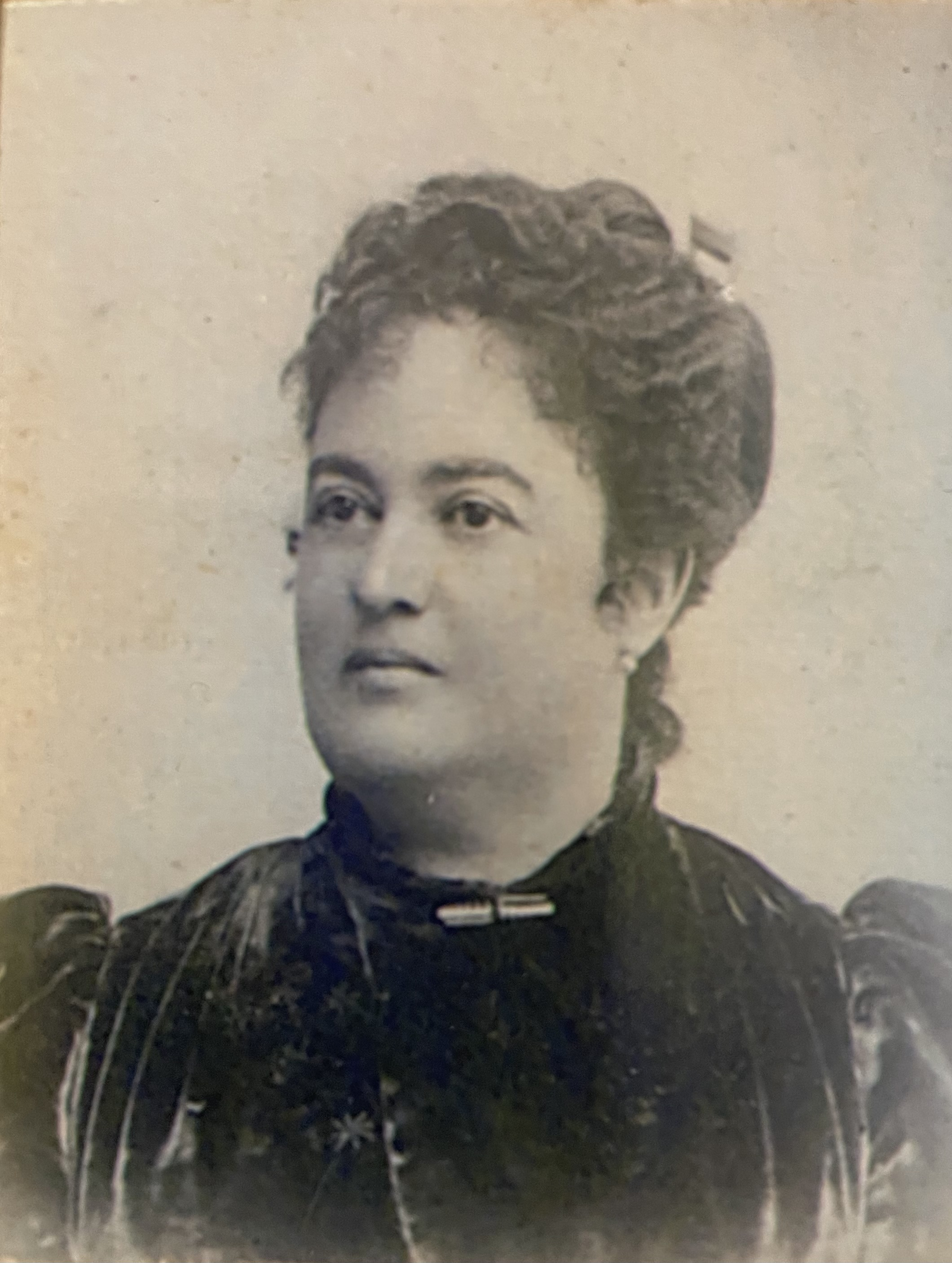
D. Emília Angélica Monteiro de Sampaio, Condessa da Junqueira

Emília Angélica Monteiro de Sampaio, Condessa da Junqueira (Freguesia da Ajuda, Lisboa, 15 de Abril de 1849 — 1913), empresária agrícola e figura destacada em Almeirim ; foi herdeira de toda a casa de seus pais, os 1ºs Barões e Viscondes da Junqueira, Senhora da Quinta da Alorna e do Palácio das Águias, na Junqueira, em Lisboa 

## Biografia
D. Emília Angélica Monteiro de Sampaio, nasceu, em Lisboa, no dia 15 de Abril de 1849, filha dos 1ºs Barões e 1ºs Viscondes da Junqueira, José Dias Leite Sampaio, sócio-fundador da Companhia União Fabril (CUF) ; e de sua mulher D. Emília Angélica Monteiro, filha de Francisco José Gomes Monteiro e de sua mulher D. Maria Angélica Basto e irmã dos eruditos José Gomes Monteiro e Alexandre José Gomes Monteiro. .
Continuadora da linha de industrialização em espaço rural, iniciada por seu pai, incrementou, em 1896, a utilização de máquinas a vapor e caldeiras, já usadas nas actividades agrícolas, na produção do vinho.  e criou lagares de referência em Portugal, como justificou a visita, à Alorna, em 1905, dos congressistas do Congresso de Leitaria, Olivicultura e Indústria do Azeite. 
Por morte de seu único irmão Francisco, foi herdeira universal de seus pais, cujo património incluía a Quinta da Alorna, em Almeirim e o palácio das Águias, na Junqueira, em Lisboa, mandado construir em 1713, e que pertencera, desde 1731, a Diogo Mendonça Corte Real. 

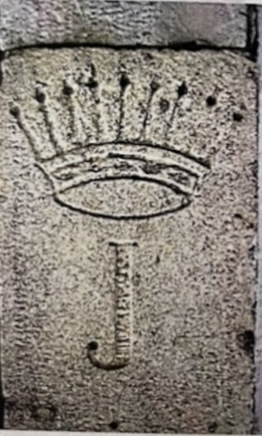
Silhar de porta com o "J" da Junqueira, na Quinta da Alorna

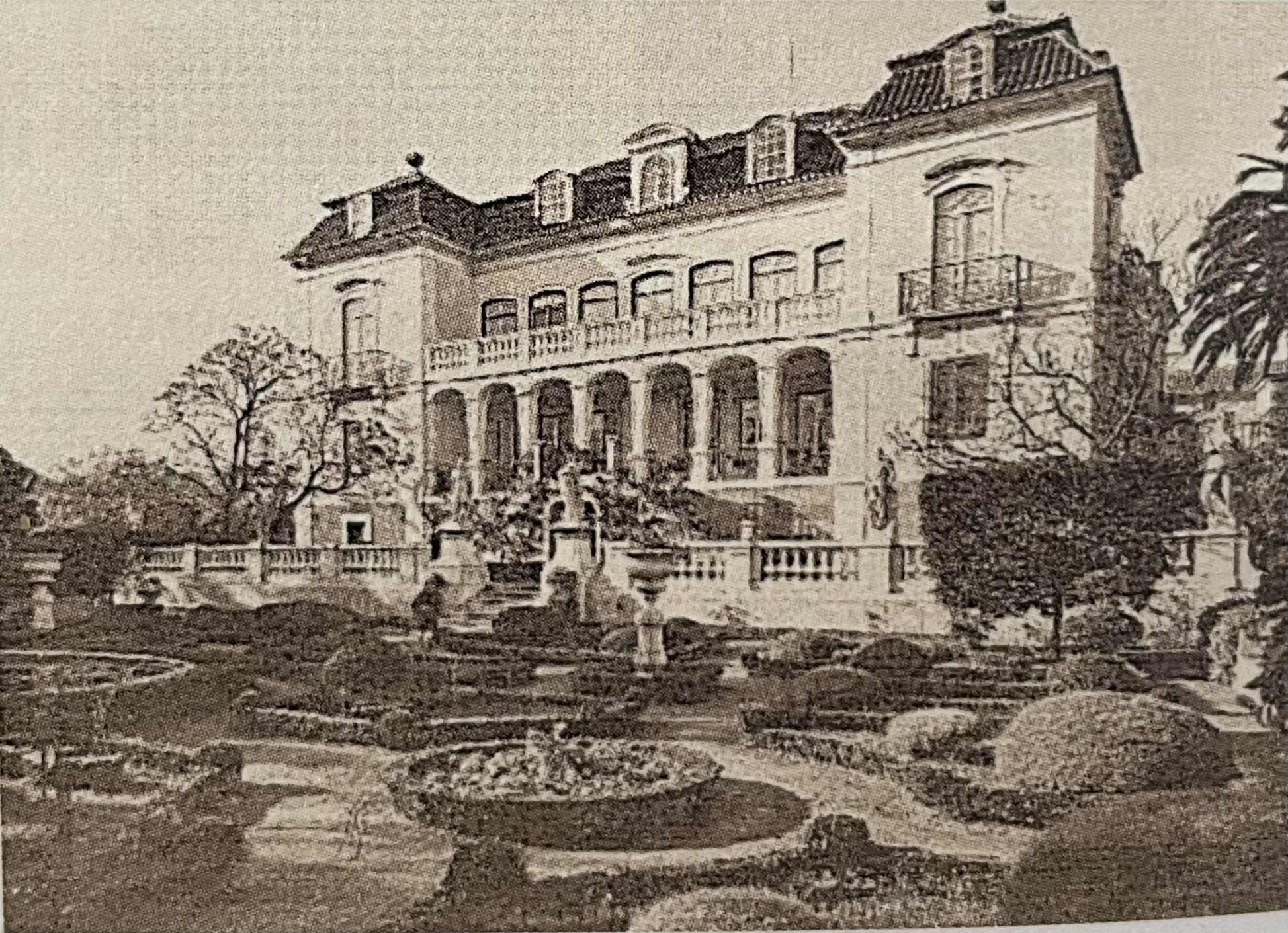
Palácio das Águias, na Rua da Junqueira (Lisboa)

Casou, a 13 de Janeiro de 1867, com José da Paz de Castro Seabra, mais tarde, Conde da Junqueira, sem descendência. Foram seus herdeiros seus primos Castro Monteiro, descendentes dos irmãos de sua Mãe. 
A data da sua morte mereceu da Câmara Municipal de Almeirim uma referência na cronologia histórica de Almeirim,  tendo o Munícipio, em homenagem à sua memória, atribuído o nome de Condessa da Junqueira a uma rua da Cidade que ainda hoje existe. 
Brasão de Armas: Escudo partido em pala; na primeira as armas dos Sampaios, e na segunda as dos Leites. (Alvará de 16 de julho de 1842 - registado no Cart. da Nobr. a fls.304, do liv. 8. - V. Anuário Heráldico e Genealógico pag. 378, nº 1498). .